# Slava Marlow
Артём Артёмович Го́тлиб (род. 27 октября 1999, Новосибирск), более известный как Slava Marlow, — российский музыкальный продюсер, автор песен, видеоблогер и стример. Широкую известность начал приобретать в 2019 году после начала сотрудничества с российским рэп-исполнителем Моргенштерном в качестве его саунд-продюсера. К концу 2020 года стал известен также как сольный исполнитель.

## Биография

### Ранние годы и образование
Артём Готлиб родился 27 октября 1999 года в Новосибирске. Его родители развелись, когда он был ребёнком. Отец Артём Маркович Готлиб — заместитель директора московского Музея истории ГУЛАГа, член Союза Журналистов РФ и Русского географического общества. Мать — психотерапевт.
27 октября 2012 года окончил музыкальную школу по классу фортепиано, около года обучался по классу саксофона.
После окончания школы в Новосибирске № 99, в 2018 году переехал в Санкт-Петербург; там поступил в Институт кино и телевидения (СПбГИКиТ) на факультет экранных искусств на специальность «Продюсер кино и телевидения». В 2019 году взял академический отпуск и переехал в Москву; 10 марта 2021 года был отчислен по решению администрации института.

### 2015—2019: начало музыкальной карьеры
В 2015 году начал заниматься битмейкингом в секвенсоре Ableton Live.
8 августа 2016 года зарегистрировал канал на YouTube. Первыми его работами стали музыкальные клипы «Донат» (2016) и «Король снэпчата» (2017).
В апреле 2019 года совместно с N.Masteroff и Stephan Pie основал сатирическую музыкальную группу «Мальчугенг». Этим коллективом было выпущено два альбома: «Мой генг», который, по словам коллектива, был записан за 12 часов, и «Туда-сюда», который также, по словам коллектива, был записан за один день.
27 июля 2019 года выпустил первый альбом Opening под псевдонимом Manny. Альбом не имел авторского стиля, прошёл незамеченным, набрав менее 10 000 подписчиков, и вскоре был заброшен.

### 2019 — н.в: Приход широкой известности
11 сентября 2019 года выпустил трек и одноимённый видеоклип под названием «Моргенштерн, давай сделаем фит», в котором предложил рэп-исполнителю Моргенштерну сделать совместный трек. 19 октября того же года выпустил видео, в котором сообщил, что Алишер ответил ему и предложил работать вместе.
20 декабря 2019 года вышла первая работа Моргенштерна, саунд-продюсером которой был Слава. Ею стала композиция «Yung Hefner». В видеоклипе на сингл Алишер сообщил, что работа была записана за два часа и анонсировал серию прямых эфиров, во время которых он вместе со Славой в течение недели будут работать над новым альбомом. Трансляции прошли на канале Моргенштерна на YouTube с 6 по 12 января 2020 года, а официальный релиз альбома состоялся 17 января 2020 года. Ему было дано название «Легендарная пыль», которое было взято из интернет-мема, распространившегося в социальных сетях после участия Моргенштерна в ютуб-шоу Данилы Кашина 30 ноября 2019 года, где музыкант поделился тем, что осознал, что «все мы, люди, бесполезная пыль».
27 января 2020 года была анонсирована запись выпуска шоу «Вечерний Ургант» с участием Моргенштерна и Slava Marlow. 31 января 2020 года вышел выпуск, в котором Иван Ургант, Алишер и Слава записали совместный рэп-трек.
4 июля 2020 года Slava Marlow предложил рэперу Тимати спродюсировать трек, продвижением которого займётся Моргенштерн. Тимати согласился с условием, что клип будет снят по его требованиям.
12 февраля 2020 года выпустил трек «Tik Tok челлендж», который стал популярным в приложении TikTok. Пользователи социальной сети распространили новый тренд под хештегом «#ямогувоттаквот».
3 августа 2020 года в интервью журналу Forbes Слава рассказал о том, как он заработал первый миллион после переезда в Москву, преподавая курсы по битмейкингу.
22 октября 2020 года Слава опубликовал на своём канале на YouTube видео под названием «Артём», в котором рассказал, что его на самом деле зовут Артём Артёмович Готлиб, и что неизвестные последний год вымогали у него большие суммы за сокрытие данной информации. Он поделился историей из своей жизни, когда его родители развелись и через некоторое время он по нераскрытой им причине невзлюбил своего отца. Из-за этого ему перестали нравиться свои фамилия, имя и отчество, после чего он придумал псевдоним Slava Marlow и использовал его вместо своих настоящих ФИО. В этот же день сольный трек «Снова я напиваюсь» возглавил песенный чарт Apple Music.
23 октября 2020 года Слава выпустил мини-альбом «Артём», в записи которого приняли участие Моргенштерн и Элджей.
24 декабря 2020 года Slava Marlow вместе с Моргенштерном стали участниками свадебного ток-шоу «Давай поженимся».
11 марта 2021 года стал гостем телепередачи «Вечерний Ургант».
В 2021 году Слава дал интервью русскоязычному авторскому интернет-шоу «вДудь», которое было опубликовано 28 сентября 2021 года на официальном YouTube-канале интернет-шоу.
3 мая 2023 года Слава объявил о создании проекта «Гараж», в рамках которого он поработает с 8 исполнителями в разных музыкальных жанрах и создаст для них новые треки. Каждый трек получит свою уникальную визуализацию.

### Личная жизнь
По словам Славы, с октября 2020 года он страдал от клинической депрессии. На это очень сильно повлиял Моргенштерн, который имел свои взгляды на жизнь, которые не совпадали с взглядами Славы, а также выгорание, когда Слава поставил себе цель писать по треку в день на протяжении года. Только благодаря помощи окружающих он смог выйти из этого состояния. Слава признался, что принимает антидепрессанты. Но, возможно, также Слава испытывал депрессивный эпизод во время переезда в Санкт-Петербург из Новосибирска в 2019 году, судя по его альбому под альтер-эго MANNY — «Опенинг», в котором он рассказывает о трудностях переезда и потере близких друзей, для которых карьера оказалась важнее чем дружба, даже когда они дали кровную клятву (об этом посвящён отдельный трек на альбоме). Также была опубликована старая запись (телефонный разговор) Славы, вероятно, с его знакомым, где он говорил, что его собеседнику не нужны друзья: «Алё? Алё? Привет. Я хочу тебе кое-что сказать. Возможно, это покажется странным, но я дам тебе один совет: тебе не нужны друзья и другие люди. Это, возможно, покажется до глупости просто банальным, но это правда. Люди вокруг, они рано или поздно принесут боль, и рано или поздно ты это поймёшь. Ты сам дойдёшь до того момента, когда тебя бросят, причём из-за разных целей. Возможно, это будут какие-то копейки. Возможно, какие-то другие материальные блага. Просто послушай меня. Пока не поздно, ты должен сделать выбор. Надеяться можно только на себя и ни на кого другого. Мы скоро с тобой увидимся, и я расскажу тебе мою историю. И, надеюсь, ты сделаешь из неё правильные выводы. *шипение от помех*».
28 сентября 2021 года в интервью у журналиста и видеоблогера Юрия Дудя признался, что влюблён в видеоблогершу Карину Карамбейби. Пара встречалась с февраля 2021 года до января 2023 года.

## Дискография
- «Опенинг» (2019)[b][44]
- «20» (2019)[c][45]
- «Тузик» (2022)
- «Эльф 1» (2025)

## Награды и номинации
| Год  | Награда   | Кандидат/работа | Категория     | Результат | Прим.                       |
| ---- | --------- | --------------- | ------------- | --------- | --------------------------- |
| 2020 | ВКонтакте | Slava Marlow    | Прорыв года   | Победа    | [ 46 ] [ 47 ] [ 48 ] [ 49 ] |
| 2021 | Муз-ТВ    | Slava Marlow    | Прорыв года   | Номинация | [ 50 ]                      |
| 2021 | Муз-ТВ    | «Артём»         | Лучший альбом | Номинация | [ 50 ]                      |
| 2021 | Forbes    | Slava Marlow    | «30 до 30»    | Победа    | [ 51 ]                      |